# Slalomová dráha Roudnice nad Labem
Umělá dráha pro slalom na divoké vodě v Roudnici nad Labem je víceúčelové vodácké sportoviště, kanál na pravé straně Labe ve Vědomicích naproti Roudnici, které je využíváno pro slalom na divoké vodě, rodeo, rafting a surfing. Provoz kanálu zařizuje tamní oddíl KK Roudnice. Trať je tvořena vybetonovaným korytem, na jehož dně se nacházejí kolejnice pro uchycení posuvných plastových překážek, které slouží k ovládání proudu a tvoření válců, vln a vracáků.

## Historie
První umělá slalomová dráha vznikla v Roudnici nad Labem v roce 1983. Vytvořil ji tamní klub KK Roudnice (tehdy Spartak Roudnice). Po roce 2010 byla dráha od základu přestavěna.